# Macrosamanea prancei
Espèce
Synonymes
- Pithecellobium prancei Barneby[1]

Statut de conservation UICN

 VU D2 : Vulnérable
Macrosamanea prancei est une espèce de plantes à fleurs de la famille des Fabaceae.

## Publication originale
- Memoirs of The New York Botanical Garden 74(1): 200. 1996.